# William Wallace (aviron)
Pour les articles homonymes, voir William Wallace (homonymie).
William Wallace, né le 12 avril 1901 à Toronto et mort le 20 juillet 1967, est un rameur d'aviron canadien.

## Palmarès

### Jeux olympiques
- Paris 1924
  -  Médaille d'argent[1].